# 大川敦子
大川 敦子（おおかわ あつこ、1968年12月20日 - ）は、名古屋テレビ放送（メ〜テレ）の社員で元アナウンサー、元アナウンス部部長。茨城県牛久市出身。牛久市立牛久第一中学校、茨城県立土浦第一高等学校、お茶の水女子大学文教育学部舞踊教育学科（現在は芸術・表現行動学科）卒業。

## 来歴
大学卒業後、1991年4月に名古屋テレビに入社。夕方のニュース番組などを担当した後、2004年4月にスポーツ部へ異動した。その後、宣伝部への異動を経て、2009年7月にアナウンス部に復帰し、アナウンス部部長を務めていた。
2019年6月25日、6月一杯でアナウンス部長を退任し7月から秘書部長への異動を発表した。

## 人物
趣味はスポーツ観戦で、自身もフルマラソンの大会に多数参加している。31歳からマラソンを始め、ベストタイムは2時間54分48秒（2008年防府読売マラソン）。夫は陸上競技（短距離）・ボブスレー選手の青戸慎司。

## 過去の担当番組
- コケコッコー
- 名古屋テレビぐっとイブニング
- TRYあんぐる
- メ〜テレワイド スーパーJチャンネル
- メ〜テレNEWS